# Margarita Gonzaga

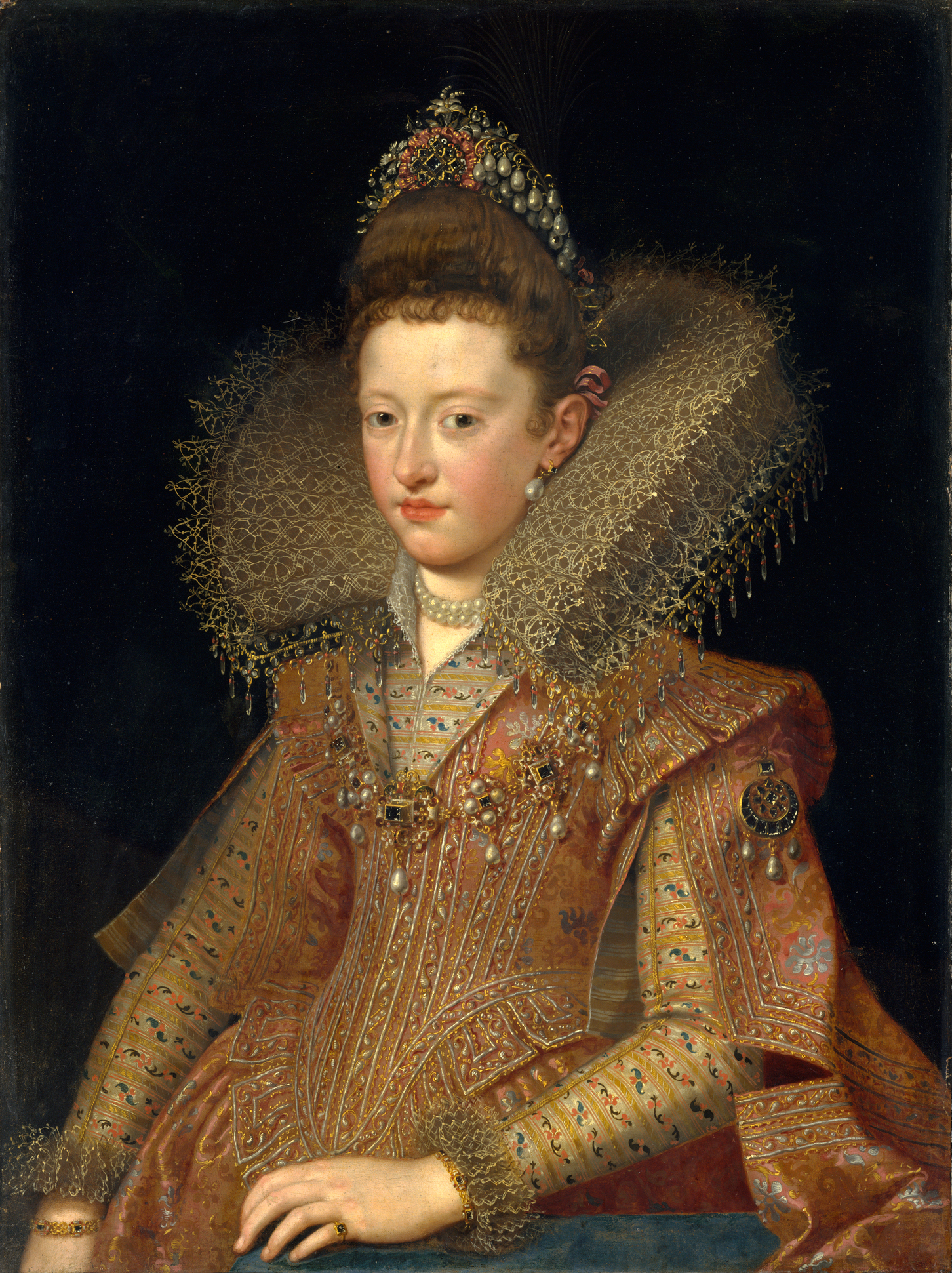
Margarita Gonzaga

Margarita Gonzaga (* 2. Oktober 1591 in Mantua; † 7. Februar 1632 in Nancy) war eine italienische Prinzessin von Mantua aus dem Haus Gonzaga.
Margarita war das vierte Kind und die älteste Tochter von Vincenzo I. Gonzaga (1562–1612), Herzog von Mantua und Montferrat, und dessen zweiter Ehefrau Eleonora de’ Medici (1567–1611), ihrerseits Tochter von Francesco de’ Medici, Großherzog der Toskana. Mütterlicherseits war Margarita eine Nichte der Maria von Medici, der zweiten Ehefrau des französischen Königs Heinrich IV.
Am 26. April 1606 wurde Margarita in Nancy mit Heinrich II., Herzog von Lothringen und Bar, verheiratet, dessen erste Ehefrau Katharina von Bourbon 1604 gestorben war. Das Paar hatte zwei Töchter:
- Nicole von Lothringen (Nicole de Lorraine, 1608–1657), die 1621 ihren Vetter Karl von Vaudémont heiratete und Herzogin von Lothringen wurde.
- Claudia von Lothringen (Claude de Lorraine, 1612–1648), die 1634 Herzog Nikolaus II. Franz von Lothringen, den jüngeren Bruder von Karl IV., heiratete.

Margaritas Morgengabe war die Markgrafschaft Nomeny und das Land von Létricourt. Nach dem Tod ihres Mannes 1624 ging sie an den französischen Hof, wo sie die Interessen ihrer Tochter Nicole vertrat, als Nachfolger Heinrichs II. das Herzogtum Lothringen zu regieren.
Zurück in Lothringen, lebte Margarita mehrere Jahre in Nomeny. Sie starb 1632 in Nancy.